# 야하기 모에카
야하기 모에카(일본어: 矢作 萌夏, 2002년 7월 5일 ~ )는 일본의 여성 아이돌 그룹 전 AKB48 팀K의 멤버이다. 사이타마현 출신. AKB48 55번째 싱글 사시하라 리노 졸업 싱글인 지와루 DAYS에서 타나카 미쿠와 함께 2열 센터를 담당하였다. 2019년 9월 18일에 발매하는 AKB48 56번째 싱글 서스테이너블에서 센터를 맡았다. 언니는 SKE48 팀KII 전멤버이자 SKE48 8기생인 야하기 유키나이다.
2020년 2월 4일에 마이하마 엠피시어터에서 행해진 『제2회 AKB48 그룹 가창력 No.1 결정전 파이널리스트 LIVE』를 기해 AKB48를 졸업.